# Абдул-Халик Гидждувани
Абдулхалик Гиждувани (дата рождения неизвестна, умер 1179, 1189, 1199 или 1220) — суфийский наставник (муршид), является десятым духовным звеном в золотой цепи преемственности шейхов тариката Накшбандийя. Истоки тариката Накшибандийя уходят в эпоху Баязида Бистами, когда возник суфийский тарикат «Бистамийя» или «Тайфурийя».
Ходже Абдулхалик родился в городке Гиждуван в 40 километрах от Бухары. Отцом его был Имам Абдулджамил. Его отец происходил из города Малатьи (современная Турция). Его мать происходила из благородного и знатного рода. Полагают, что Абдулхалик Гиждувани был потомком Имама Малика.
Религиозные знания Гиждувани получил в Бухаре. Он был учеником известнейшего в те времена учёного Аллямы Садреддина.
С приходом Гиждувани и вплоть до Мухаммада Бахауддина Накшбанда тарикат назывался «Тарик хаджеган» (Хаджеганийя).
Духовным учителем Абдул-Халика Гиждувани был Юсуф Хамадани, который также был шейхом Ахмеда Яссеви.
Особенностью Абдул-Халика был скрытый зикр основой духовного преобразования вступившего на этот путь, и выдвинул одиннадцать принципов тариката. Тогда как Ахмад Яссеви остался приверженцем громкого зикра.
Если тарикат ясави распространился в Междуречье Амударьи и Сырдарьи. Гиждувани же распространял свой путь в Хорезме и Хорасане. Спустя века оба этих тариката распространились по всей Средней Азии, Анатолии и на Балканах.

## Внешность
Согласно источникам, он был высокого роста, белокож, прекрасен лицом, чернобров. Его голова была большой. Грудь и плечи были широки, и сам он был крупного телосложения. 

## Его дружба с Хыдром
- Пророк Мухаммад
- Абу Бакр Ас-Сыддик
- Салман Аль-Фариси
- Касим бин Мухаммад
- Джафар Ас-Садик
- Абу Язид Аль-Бастами
- Абульхасан Аль-Харкани
- Абу Али Фармади
- Юсуф Хамадани
- Абдулхалик Гиждувани

По преданию, Ходжа Абдулхалик стал ждать, чтобы Аллах свёл его с тем, кто сможет показать ему правильный путь в духовном совершенствовании. И вскоре он встретился с Хыдром. Хыдр был наставником и его отца. Хыдр, приняв Абдульхалика духовным сыном, научил его «вукуф адеди» (необходимости вести счёт зикра) и «скрытому зикру». Такой вид зикра, которому Посланник Аллаха впервые научил Абу Бакра в пещере Севр, вновь обрёл с приобщением к нему Абдулхалика Гиждувани свою значимость. После смерти Хадже Абдулхалика этот вид зикра опять был предан забвению последователями тариката Хаджеган, но Шах Накшбанд, ставший увейси (заочным) мюридом Абдулхалика, окончательно возродил скрытый зикр.
Говорится также, что, кроме скрытого зикра, Хыдр научил Гиждувани зикру Таухида — «нафи и исбат» (отрицание и утверждение).
Настоящим муршидом Гиждувани был Юсуф Хамадани. Однако и знакомство с ним произошло благодаря Хыдру. Хадже Абдулхалик, обрётший себе наставника примерно в возрасте двадцати лет, за короткое время перенял его знания. Абдулхалик побывал в ряде мусульманских стран и некоторое время жил в Сирии. Ещё при жизни добрая слава о нём распространилась во все концы Исламского халифата. Приезжали тысячи людей, чтобы лишь увидеть и услышать его.
 Один дервиш спросил у него:
— Если Аллах предоставил мне свободу выбора между адом и раем, то я выбираю ад. Ибо рай — это то, чего желает мой нафс. Я же хочу бороться против побуждений и желаний моего нафса.
На это Абдульхалик Гудждувани отвечал:
— Твоё мнение ошибочно и неверно, так как оно исходит от нафса. Какое значение может иметь воля или выбор раба? Наше дело заключается в следовании туда, куда укажет нам Господь. Что повелит Он нам, то мы и должны выполнять. И только это и есть истинное служение раба и противостояние нафсу.

## Кончина
Мы не располагаем полной информацией о жизни Абдулхалика Гиждувани, также мало мы знаем и о его смерти. В некоторых источниках говорится, что он умер в 1179, 1189 или 1220 году. Однако, исходя из того, что его шейх прожил примерно 80 лет и умер в 1140 году, когда Гиждувани было 20 лет, датой его собственной смерти можно назвать 1199 год. Могила Гидждувани находится в родном городке Гиждуван, что в 40 километрах от Бухары, на пути в Самарканд. Над ней была возведена усыпальница.

## 11 основ тариката от Гиждувани
Абдулхалик Гиждувани, будучи заочным (увейси) муршидом Шаха Накшбанда, занимает в Накшбандийском тарикате особое место.
«Одиннадцать основ», которые он выдвинул как основные принципы тариката, внесены во все первоисточники тасаввуфа.
Эти основы изложены в статье Накшбандия.